# Массов, Валентин фон
Валентин фон Ма́ссов (нем. Valentin von Massow; 19 марта 1752 год, Минден — 10 августа 1817 год, Штайнхёфель) — прусский обер-гофмаршал.

## Биография
Валентин фон Массов происходил из померанского дворянского рода Массовов, в 1765 году он поступил на службу в прусскую армию. В 1787 году Массов был избран почётным членом Прусской академии художеств по отделу архитектуры. В 1788 году Массов был назначен командиром рота и майором берлинского жандармского кавалерийского полка, в который в том же году был зачислен и кронпринц Фридрих Вильгельм. Кронпринц высоко ценил Массова как эксперта в области искусства и включил в круг своих приближённых.
Массов приобрёл типично бранденбургскую господскую усадьбу и в 1790—1795 планомерно занимался её капитальной реконструкцией в дворец Штайнхёфель, к этому проекту он привлёк Давида Жилли и его сына Фридриха Давида. «Образцовое поместье» Штайнхёфель оказало большое влияние на развитие новых художественных, ландшафтных и экономических идей в Бранденбурге. Кронпринц и кронприцесса Луиза в 1794 году побывали с визитом в Штайнхёфеле и оказались настолько им очарованы, что поручили Массову переустроить их собственную летнюю резиденцию.
В 1792 году Массов в звании подполковника вышел в отставку и принял должность обер-гофмаршала кронпринца. На это должности он занимался обновлением интерьеров берлинского Дворца кронпринцев для будущего короля Фридриха Вильгельма III. Когда кронпринц взошёл на трон в 1797 году, Массов получил дополнительную должность директора королевских дворцов и садов. Массов отвечал также за строительство дворца и деревни Парец. Массов вышел на пенсию после того, как в 1811 году все строительные проекты оказались замороженными из-за репарационных выплат Франции, и поселился в Штайнхёфеле.

## Семья
Валентин фон Массов женился 18 декабря 1788 года на графине Шарлотте Августе Иоганне фон Блументаль (1766—1835), дочери прусского министра Иоахима Кристиана фон Блументаля. В браке родились:
- Валентин (1793—1854), прусский генерал-лейтенант
- Людвиг (1794—1859), прусский чиновник
- Луиза (1796—1827)
- Карл Фридрих Валентин (1797—1813), погиб под Лейпцигом
- Август Карл Валентин (1799—1882)
- Фридрих Генрих Валентин (1801—1817)
- Вильгельм Карл Александр Валентин (1802—1867).